# Ficus platypoda
Ficus platypoda, comúnmente conocido como el higo del desierto o higo de roca, es una especie de Ficus perteneciente a la familia de las moráceas.

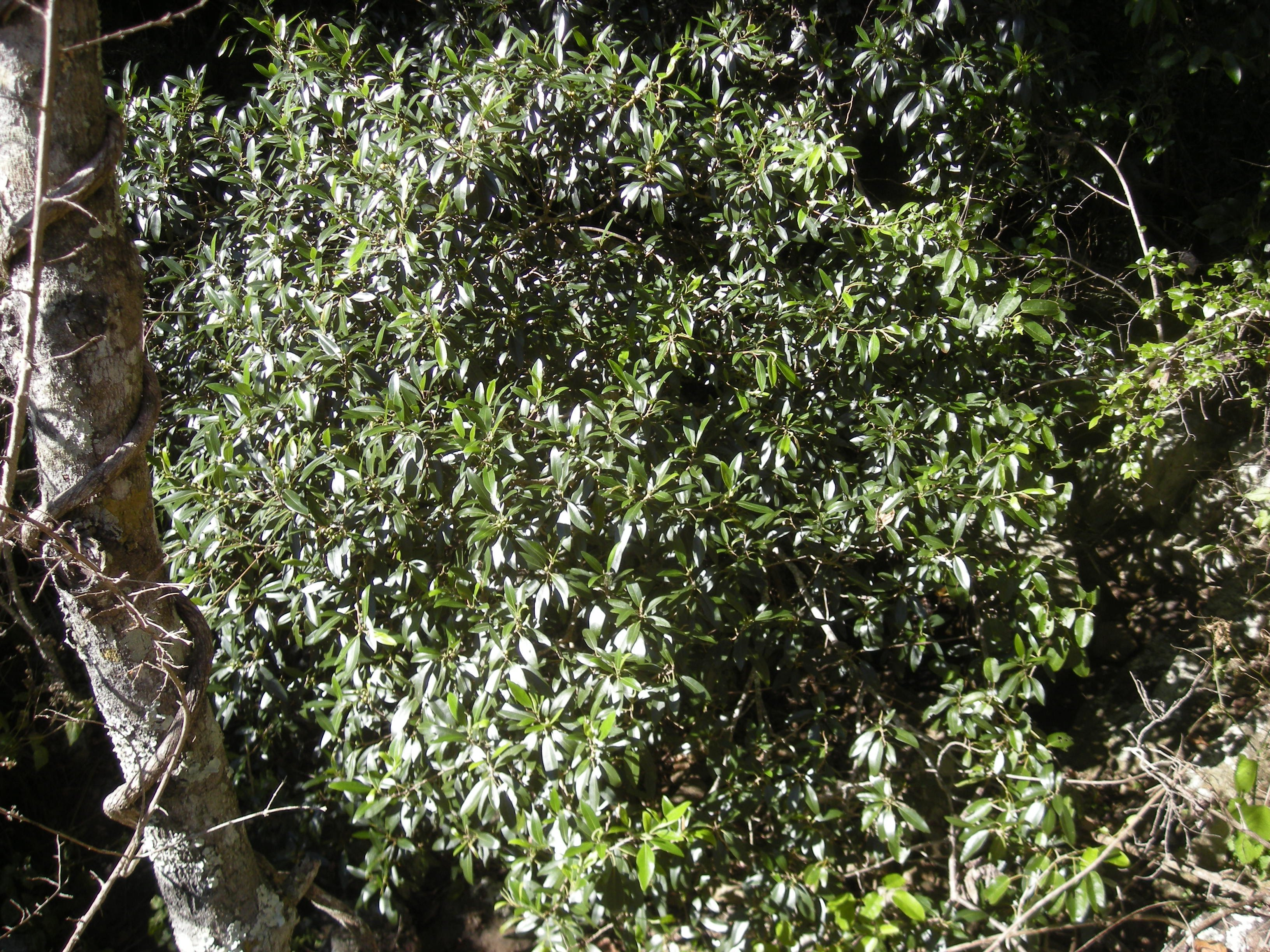
Vista de la planta

## Distribución
Es un ficus que es endémico del centro y norte de Australia, e  Indonesia. 

## Descripción
El fruto puede ser comido blando y maduro. En la horticultura, es muy conveniente para usarse en bonsái; su tendencia a formar una base ancha en el tronco y las pequeñas hojas son características muy atractivas. Es polinizado por avispas de los higos de los géneros Pegoscapus o Pleistodontes.

## Taxonomía
Ficus platypoda fue descrita por (Miq.) A. Cunn. ex Miq. y publicado en London J. Bot. 6: 561, in syn. 1847
Etimología
Ficus: nombre genérico que se deriva del nombre dado en latín al higo.
platypoda: epíteto latino 
Sinonimia
- Ficus leucotricha (Miq.) Miq.
- Ficus leucotricha var. megacarpa F.Muell. ex Corner
- Ficus leucotricha var. sessilis Corner
- Urostigma lachnocaulon Miq.
- Urostigma leucotrichum Miq.[5]